# Sant Romà (Santa Maria de Miralles)
L'església de Sant Romà és un temple al veïnat de Sant Romà (Anoia) inclosa a l'Inventari del Patrimoni Arquitectònic de Catalunya. L'antiga capella de Sant Romà, ara església parroquial, centra una caseria de poblament disseminat, el 1915 fou controvertida parròquia del lloc, restaurada (veure dates a la fotografia de la volta) i ampliada, afegint-hi la rectoria (1916). La façana és reformada molt a l'estil oriental. Durant la Guerra Civil Espanyola és conservada en escola i després retorna al culte, amb una nova restauració. La datada més antiga que tenim per aquesta església és del 1413. El retaule gòtic del Roser i l'altar major renaixentista de l'església vella, del castell de Miralles, diuen que va ser cremat durant la Guerra Civil. Antigament era d'una nau, volta apuntada, d'arcs encreuats, sostre a dues aigües i campanar d'espadanya. El campanar va ser retallat i l'església es va allargar i va incorporar capelletes laterals semicirculars i la planta es va transformar en planta de creu llatina allargant els laterals abans d'arribar a la capçalera.